# 2024년 하계 올림픽 우즈베키스탄 선수단
2024년 하계 올림픽 우즈베키스탄 선수단은 2024년 7월 26일부터 8월 11일까지 프랑스 파리에서 열린 2024년 하계 올림픽에 참가한 올림픽 우즈베키스탄 선수단이다.
우즈베키스탄은 소련 붕괴 이후 하계 올림픽에 8회 연속 출전하는 국가가 되었다.

## 출전 선수
| 종목    | 남자 | 여자 | 전체 |
| ------- | ---- | ---- | ---- |
| 근대5종 | 0    | 1    | 1    |
| 다이빙  | 1    | 0    | 1    |
| 레슬링  | 6    | 1    | 7    |
| 복싱    | 7    | 4    | 11   |
| 사이클  | 1    | 2    | 3    |
| 수영    | 1    | 1    | 2    |
| 양궁    | 1    | 1    | 2    |
| 역도    | 1    | 2    | 3    |
| 유도    | 7    | 5    | 12   |
| 육상    | 2    | 3    | 5    |
| 조정    | 2    | 1    | 3    |
| 체조    | 3    | 6    | 9    |
| 축구    | 18   | 0    | 18   |
| 카누    | 1    | 2    | 3    |
| 태권도  | 3    | 2    | 5    |
| 펜싱    | 0    | 1    | 1    |
| 전체    | 54   | 32   | 86   |

## 메달 집계
| 종목 | 1 | 2 | 3 | 합계 |
| 종목 | ' | ' | ' | '    |
| 종목 | ' | ' | ' | '    |
| 종목 | ' | ' | ' | '    |
| 합계 | ' | ' | ' | '    |

## 종목별 성적

### 근대5종
여자
- 알리세 파흐루트디노바

### 복싱
남자
- 하산보이 두스마토프
- 아브두말리크 할로코프
- 루슬란 아브둘라예프
- 아삿후자 무이딘후자예프
- 투라베크 하비불라예프
- 라지즈베크 물라조노프
- 바호디르 잘롤로프

여자
- 사비나 보보쿨로바
- 니기나 욱타모바
- 시토라 투르디베코바
- 나브바호르 하미도바

### 사이클
남자
- 니키타 츠벳코프

여자
- 올가 자벨린스카야
- 야니나 쿠스코바

### 유도
남자
- 알리셰르 유수포프

### 체조
남자
- 아브둘라 아지모프

## 같이 보기
- 2024년 하계 올림픽